# Благовестник (журнал)
«Благовестник» — журнал русских баптистов. Издавался в 1919—1922 году. Редактировал журнал пастор Роберт Андреевич Фетлер. Первые номера вышли в Омске, а после переезда Фетлера во Владивосток (примерно в августе 1919 года), «Благовестник» стал издаваться там. Являлся печатным органом Дальневосточного союза баптистов.
Издатель характеризовал его как «Ежемесячный журнал пробуждения и освящения духовной жизни». Журнал был адресован служителям и рядовым членам баптистских общин, но в то же время рассматривался и как миссионерское средство. «Благовестник» распространялся как на Дальнем Востоке и в Сибири, так и в европейской части России, а также в США.

## Параметры

Пастор Р. А. Фетлер

В 1919 году вышло 7 номеров журнала, в 1920—1921 годах — по 12, в 1922 году — 5. Объем одного номера составлял 16 страниц.
Во Владивостоке «Благовестник» печатался в типографии «Далекая окраина». Тираж одного номера составлял 3 тысячи экземпляров. Издателем являлся Литературный комитет при Владивостокской общине баптистов, пастором которой был Роберт Фетлер.

## Содержание
Целью журнала было «Содействие освящению и углублению духовной жизни верующих. Сближение общин верующих и отдельных членов, рассеянных по обширной Сибири и России. Повсеместное распространение учения Иисуса Христа, особенно в Сибири, в тех местах, куда еще не проникли ноги благовестников, и где еще не взошел свет Евангелия».
Журнал публиковал духовно-назидательные статьи (как переводные, так и российских авторов), практические пособия для проповедников, материалы по библеистике. Была постоянная рубрика «Воскресная школа», где печатались методические материалы по работе воскресных школ, а также христианские произведения (рассказы, стихи) для детей.
Кроме того, «Благовестник» публиковал отчеты местных благовестников о своей миссионерской работе, а также заметки и выдержки из писем верующих из разных регионов (как Дальнего Востока, так и в целом России, а также из-за рубежа) и с описанием ситуации на местах. Эти материалы показывают состояние духовной жизни, прежде всего в дальневосточных регионах.
Также в «Благовестнике» публиковались духовные стихи, перепечатки статей из светских газет (касавшиеся баптистов), различные объявления и прочее.
Журнал иллюстрировался фотографиями, рисунками и схемами.